# Porotrichum amboroicum
Porotrichum amboroicum är en bladmossart som beskrevs av Theodor Carl Karl Julius Herzog 1909. Porotrichum amboroicum ingår i släktet Porotrichum och familjen Neckeraceae. Inga underarter finns listade i Catalogue of Life.